# Potentilla
Potentilla L., 1753 è un genere di piante spermatofite dicotiledoni appartenenti alla famiglia delle Rosacee, dall'aspetto di piccole erbacee perlopiù perenni dai piccoli fiori quasi sempre di colore giallo, comunemente note come cinquefoglie.

## Etimologia
Il  nome generico Potentilla deriva dal vocabolo latino potens (= potenti proprietà curative) e dal diminutivo illa, quindi potenti proprietà curative in un piccolo fiore.

Questo genere era conosciuto fin dal Rinascimento: basterebbe citare alcuni scritti di botanici di quell'epoca come Otto Brunfels (1488, Magonza - 1534, Berna) oppure Pietro Andrea Mattioli (1501, Siena – 1577, Trento). I nomi che più frequentemente si usavano per questo gruppo di piante erano (oltre a Poternilla): Portentilla o Tanacetum silvestre se veniva usato il latino, oppure Tansey se si usava l'inglese, o Genserich per il tedesco e Taunagi saluage per il francese. Probabilmente, in origine, questi nomi erano usati per la specie che ora noi chiamiamo Potentilla anserina, la prima ad essere studiata e conosciuta di questo genere.

A quell'epoca l'interesse, per queste piante, era dovuto soprattutto alle loro sovradimensionate supposte proprietà medicinali; ridotte ora ad una leggera azione astringente e a qualche altra blanda azione terapeutica. Carl von Linné (1707, Rashult – 1778, Uppsala) comunque riprende questo nome (Potentilla) e lo assegna all'intero genere nella sua opera Species Plantarum pubblicata nel 1753.

## Descrizione
In genere sono piante di tipo erbaceo perennanti (cioè con radici carnose che si mantengono vitali per anni mentre la parte aerea scompare ogni anno); l'aspetto può essere eretto, ma spesso sono rampanti. Normalmente non superano i 60 cm di altezza. La forma biologica prevalente è emicriptofita scaposa (H scap), ossia sono piante con gemme svernanti al livello del suolo e protette dalla lettiera o dalla neve e dotate di un asse fiorale eretto o prostrato con poche di foglie.

### Radici
Le radici sono di tipo secondario.

### Fusto
I fusti possono avere una parte sotterranea legnosa; mentre la parte aerea può essere prostrata, ascendente o eretta. Possono essere presenti anche fusti di tipo stolonifero.

### Foglie

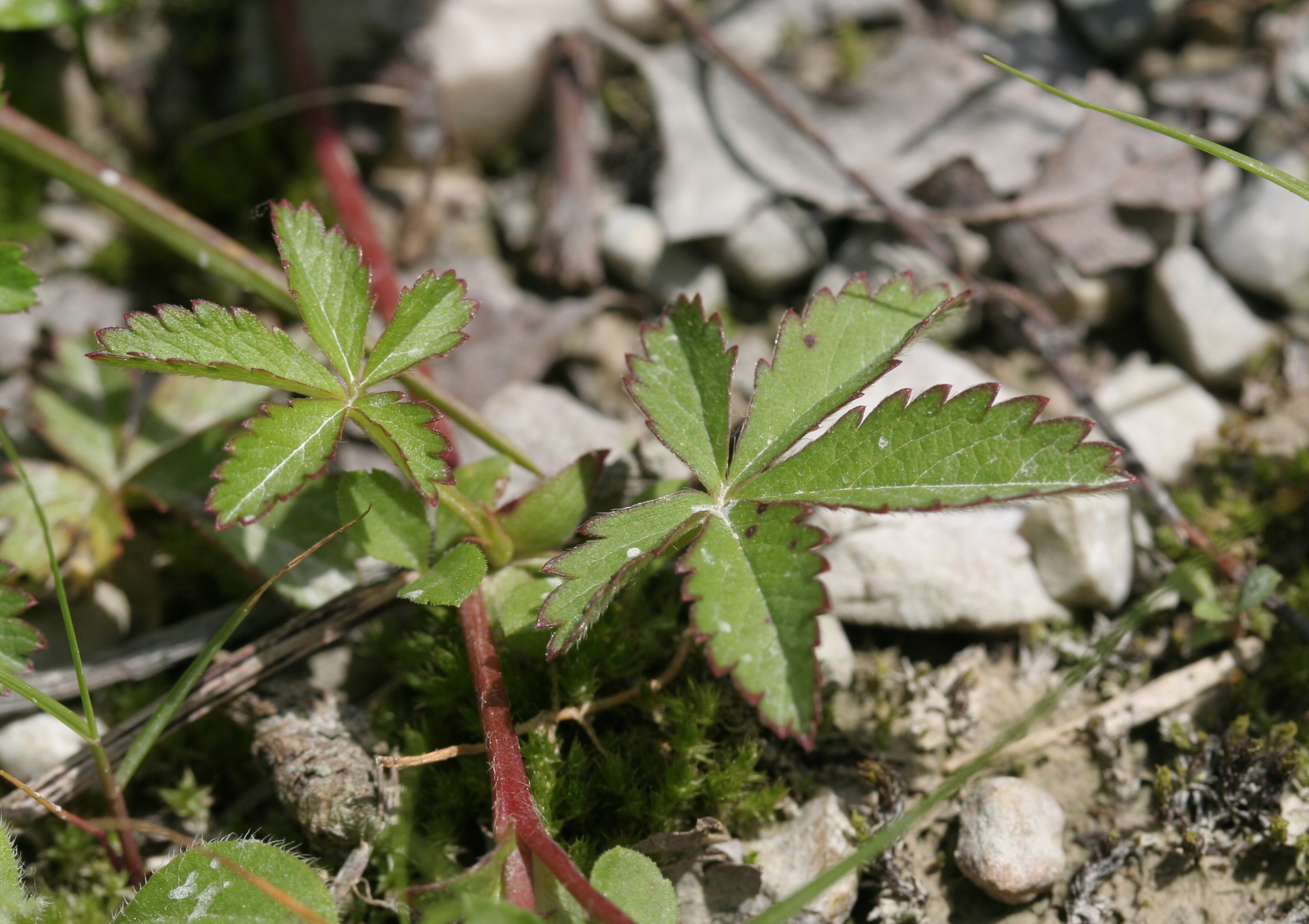
Foglie divise in 5 lobi (Potentilla reptans)
Località Praloran, Limana (BL), quota 319 m s.l.m. - 01/06/2008

Le foglie sono profondamente pennate, divise in tre-cinque-sette o più distinti segmenti palmati chiamati lobi o foglioline. I lobi in genere hanno una forma lanceolata più o meno ovata e sono dentati sui bordi. Alla base delle foglie, adnate al picciolo, sono presenti delle stipole di tipo fogliaceo e normalmente a forma lanceolata-stretta. Il colore delle foglie in genere è verde chiaro; alcune hanno la superficie tomentosa.

### Infiorescenza
L'infiorescenza è composta da fiori su cime dicotomo- corimbose o anche da fiori solitari su cime terminali generalmente originatesi all'ascella delle foglie.

### Fiori

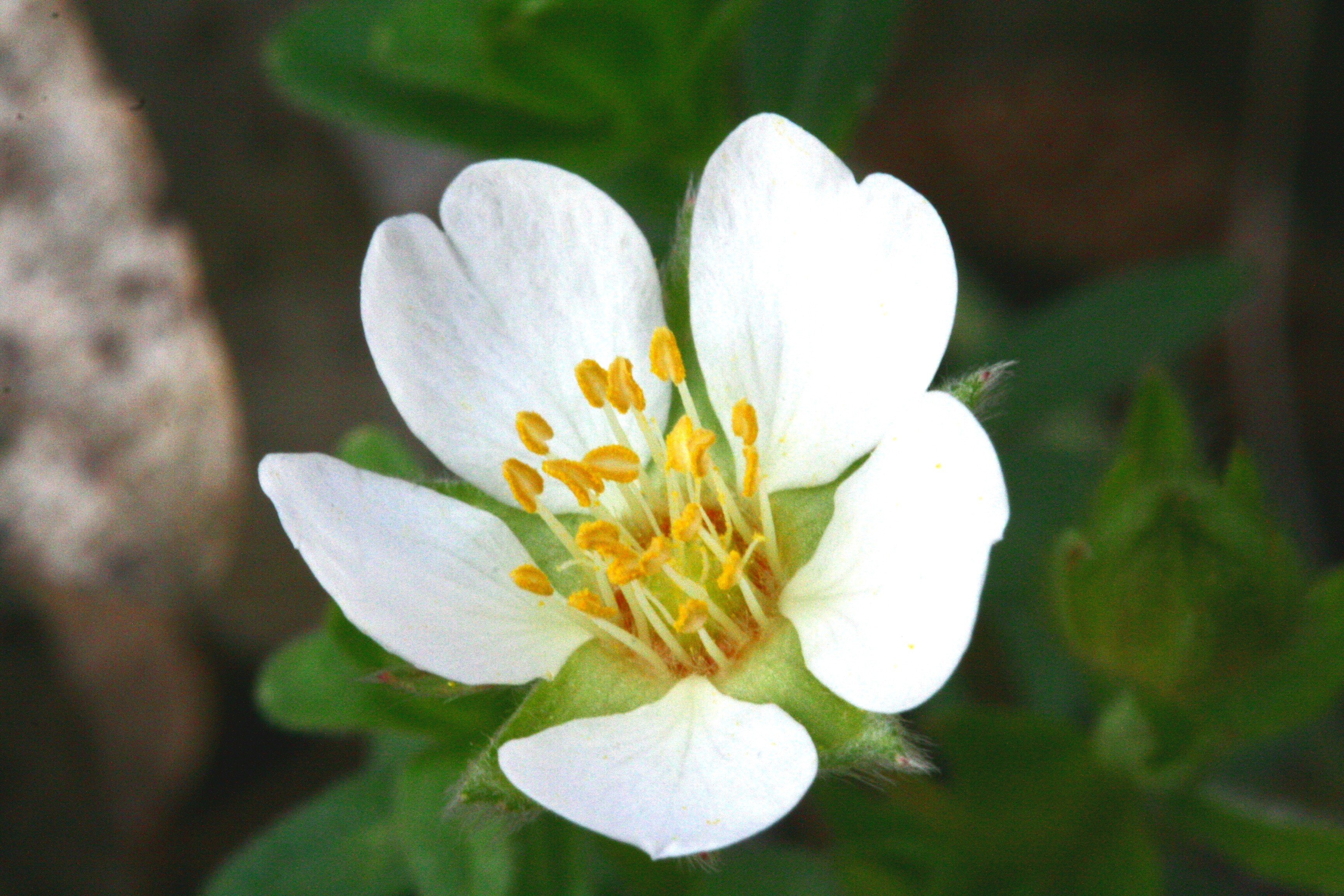
Corolla a 5 petali (Potentilla alba)
Località Corlonch, Trichiana (BL), quota 580 m s.l.m. - 5/4/2007

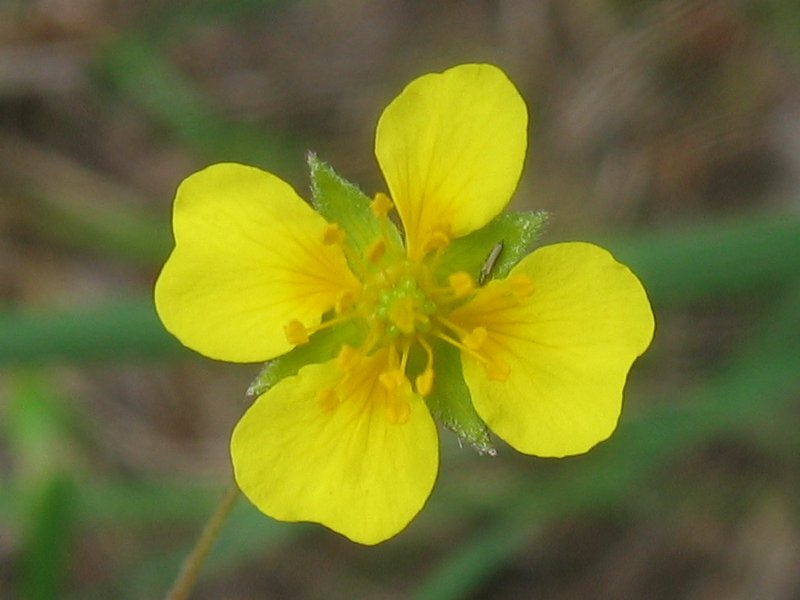
Corolla a 4 petali (Potentilla erecta)

I fiori sono ermafroditi, attinomorfi, pentaciclici (sono presenti i 4 verticilli fondamentali delle Angiosperme: calice – corolla – androceo (con doppio verticillo di stami) – gineceo) e normalmente tetrameri o pentameri. Il ricettacolo è piatto (discoidale) e asciutto nonché fruttifero.
- Formula fiorale:

* K 4-5 + 4-5, C 4-5, A molti, G molti (supero)

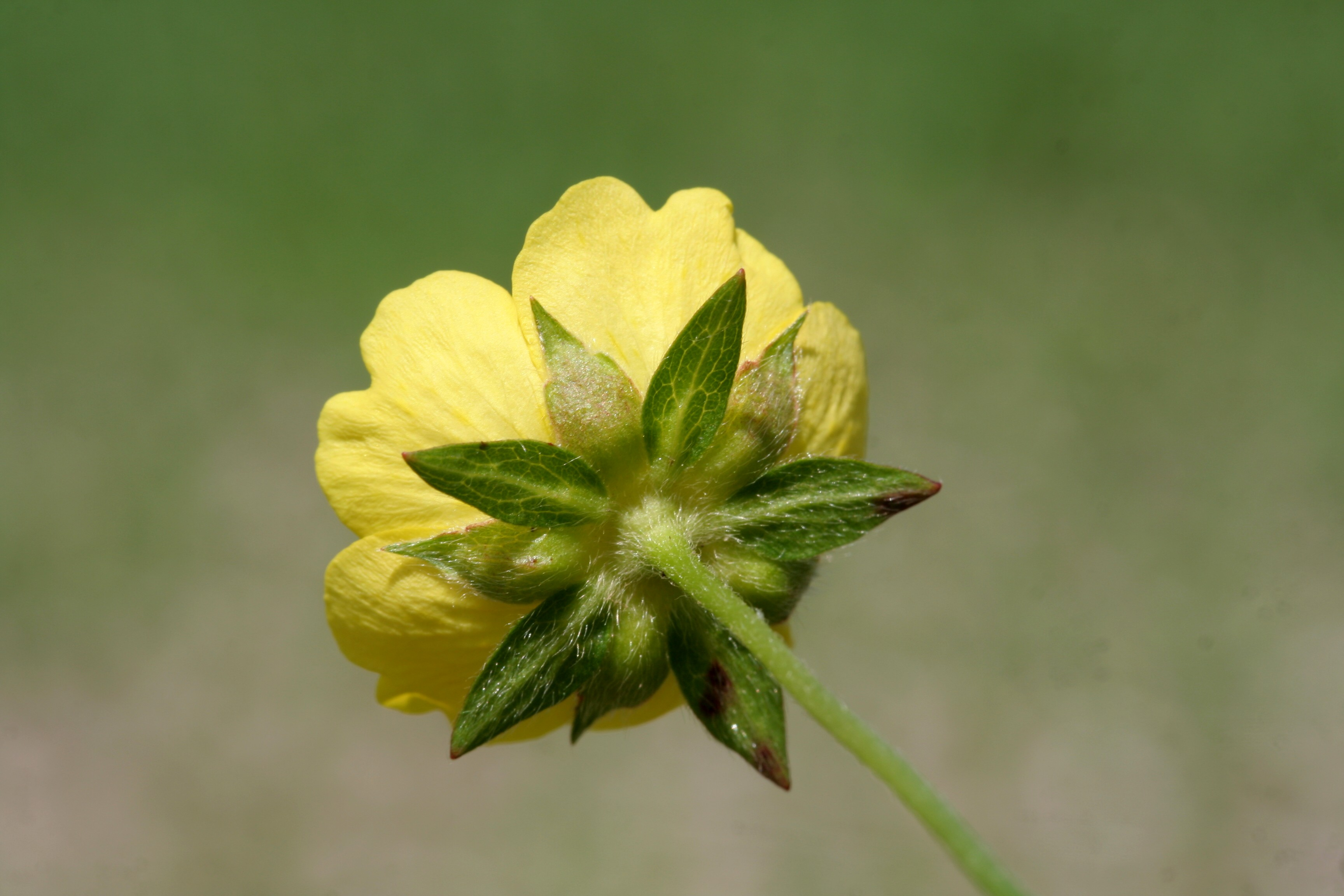
Calice ed epicalice (Potentilla reptans)
Località Praloran, Limana (BL), quota 319 m s.l.m. - 01/06/2008

- Calice: il calice (di colore verde o marrone) è persistente e con tubo corto, concavo e semisferico, ed è formato da 5 (o 4) doppi sepali; quindi è presente un secondo calice chiamato epicalice (o calicetto) di tipo pentafillo. I lobi del calice possono essere a forma triangolare o ovale e disposti in modo eretto o patente. Dimensione medie dei sepali: 3 – 7 mm.
- Corolla: i petali (normalmente 4 o 5) sono liberi (corolla dialipetala) e caduchi; il colore può essere giallo, rosa o bianco; la forma può essere obovale o obcordata, ma anche lineare-spatolata, e sono disposti in modo opposto ai sepali del calice vero e proprio e quindi sono sovrapposti ai sepali dell'epicalice. Dimensioni medie dei petali: larghezza 4 – 8 mm; lunghezza 2 – 10 mm.
- Androceo: gli stami, del tipo a filamento sono inseriti direttamente sul calice (androceo perigino); il loro numero supera la decina e in genere sono da 15 a 30 (fiore di tipo “diplostemone”[3]) e sono disposti tipicamente in tre serie: 10+5+5. Il nettario è disposto ad anello internamente agli stami. Le antere sono in genere ellittiche di colore giallo e i filamenti possono essere glabri o pubescenti. Dimensione delle antere: 0,2 – 0,8 mm.
- Gineceo: i carpelli sono numerosi (da 25 a 45) secchi e liberi ognuno dei quali ha uno stilo (di forma conica e diritta) e un ovulo (gineceo apocarpico); l'ovario è supero e sincarpico. Gli stili sono caduchi e inoltre sono “elicati”, ossia sono tutti disposti su un asse comune. Gli stigmi sono ampi e a forma cilindrica oppure sono piatti.
- Impollinazione: l'impollinazione normalmente avviene tramite api e mosche. Ma sono anche piante auto-fertili (fenomeno dell'omogamia): di notte e in condizioni meteorologiche avverse i fiori si chiudono, in questo modo si attiva la auto-fertilizzazione in quanto le antere entrano in contatto con gli stimmi.

### Frutti
Il frutto ha una struttura multipla composta da diversi piccoli e secchi acheni ovoidali (aggregato di acheni); questi possono essere scabri o rugosi, glabri o villosi. Il frutto si trova inserito in modo sessile nel ricettacolo che è persistente.

## Distribuzione e habitat
Le piante di questo genere crescono in tutte le regioni temperate e fredde dell'Emisfero Boreale (Eurasia, Stati Uniti e Canada, ma anche Groenlandia) e su rilievi a latitudini più basse (nelle regioni intertropicali). Due sole sono le specie diffuse nell'Emisfero Australe. In Italia e sulle Alpi sono presenti ovunque, anche ad altitudini non indifferenti: basta citare la Potentilla dubia a 3160 m s.l.m. sull'Antelao (provincia di Belluno) o la Potentilla aurea a 3260 m s.l.m. sul Piz Languard (in Svizzera). Fuori dall'Europa una zona ricca delle piante di questo genere sono le pendici dell'Himalaya.
Della cinquantina di specie spontanee della nostra flora 39 vivono sull'arco alpino. La tabella seguente mette in evidenza alcuni dati relativi all'habitat, al substrato e alla diffusione di queste 39 specie alpine.
| Specie          | Comunità vegetali | Piani vegetazionali         | Substrato   | pH     | Livello trofico | H2O         | Ambiente                | Zona alpina                                 |
| --------------- | ----------------- | --------------------------- | ----------- | ------ | --------------- | ----------- | ----------------------- | ------------------------------------------- |
| P. alba         | 14                | collinare                   | Ca/Si Si    | acido  | medio           | secco       | B6 F2 F7 G4 I1 I2       | tutto l'arco alpino                         |
| P. anserina     | 11                | collinare montano           | Ca Si       | neutro | alto            | medio       | A4 B2 F3                | tutto l'arco alpino escl. CN TO VA CO       |
| P. argentea     | 4                 | collinare montano subalpino | Si          | acido  | basso           | arido       | C1 C2 F2                | tutto l'arco alpino                         |
| P. aurea        | 10                | subalpino alpino            | Ca/Si Si    | acido  | basso           | medio       | F5                      | tutto l'arco alpino                         |
| P. australis    | 9                 | collinare montano           | Ca          | basico | basso           | secco       | F2                      | UD TS                                       |
| P. brauneana    | 3                 | alpino                      | Ca          | basico | basso           | medio       | F6                      | tutto l'arco alpino escl. VC VA             |
| P. caulescens   | 3                 | collinare montano subalpino | Ca          | basico | basso           | secco       | C2                      | tutto l'arco alpino escl. NO                |
| P. cinerea      | 9                 | collinare montano           | Ca Ca/Si    | neutro | basso           | arido       | F2                      | CN TO AO BZ TN BL UD                        |
| P. clusiana     | 3                 | subalpino alpino            | Ca          | basico | basso           | media       | C3                      | UD                                          |
| P. collina      | 4                 | collinare                   | Ca Si       | neutro | basso           | arido       | C1 F2                   | TN BZ BS                                    |
| P. crantzii     | 10                | subalpino alpino            | Ca Ca/Si    | basico | basso           | secco       | C4 F5                   | tutto l'arco alpino escl. VA                |
| P. erecta       | 10                | collinare montano subalpino | Ca Si       | neutro | basso           | medio       | E1 E2 F3 F4 F5 G1 I1 I2 | tutto l'arco alpino                         |
| P. frigida      | 10                | alpino nivale               | Si          | acido  | basso           | secco       | F5                      | tutto l'arco alpino escl. VA BG SO CO BL UD |
| P. fruticosa    | 7                 | collinare montano subalpino | Ca Si       | neutro | medio           | secco umido | B9 E1 F5                | CN                                          |
| P. grammopetala | 3                 | subalpino                   | Si          | acido  | basso           | arido       | C2                      | TO AO VC NO CO                              |
| P. grandiflora  | 10                | subalpino alpino            | Si          | acido  | medio           | secco       | F5                      | tutto l'arco alpino escl. VA UD             |
| P. heptaphylla  | 9                 | collinare                   | Ca          | basico | basso           | secco       | F2 I1                   | VC CO BS BG SO BZ                           |
| P. hirta        | 4                 | collinare                   | Ca          | basico | basso           | arido       | C1 F2 G3 I1             | CN TO NO CO BG BS UD                        |
| P. inclinata    | 4                 | collinare                   | Ca Si       | neutro | basso           | arido       | F2                      | TO CO BG BS UD                              |
| P. intermedia   | 5                 | collinare                   | Ca Ca/Si    | neutro | alto            | secco       | B2                      | TO TN                                       |
| P. multifida    | 2                 | alpino                      | Ca Si       | neutro | alto            | medio       | A4                      | TO AO BZ                                    |
| P. neglecta     | 4                 | collinare                   | Si          | acido  | basso           | arido       | C1 F5                   | BZ                                          |
| P. neumanniana  | 9                 | collinare montano           | Ca Ca/Si    | neutro | basso           | secco       | C1 F2                   | tutto l'arco alpino escl. TO BZ UD          |
| P. micrantha    | 14                | collinare montano           | Ca Si       | neutro | medio           | secco       | F2 I2 I3                | tutto l'arco alpino escl. TO AO             |
| P. nitida       | 3                 | subalpino alpino            | Ca          | basico | basso           | secco       | C2                      | zone centrali e orientali delle Alpi        |
| P. nivalis      | 3                 | subalpino alpino            | Ca          | basico | basso           | secco       | C2 C3                   | CN (da verificare)                          |
| P. nivea        | 10                | subalpino alpino            | Ca Ca/Si    | neutro | alto            | secco       | F5                      | TO AO SO BS BZ TN BL                        |
| P. norvegica    | 2                 | collinare                   | Ca/Si Si    | neutro | alto            | medio       | B2 B5                   | VC NO VA BG BS BZ TN BL UD                  |
| P. palustris    | 7                 | collinare montano subalpino | Ca/Si Si    | acido  | basso           | bagnato     | E1 E2                   | tutto l'arco alpino escl. CN VC VA          |
| P. pensylvanica | 9                 | montano                     | Ca Si       | neutro | medio           | arido       | F2                      | AO VC                                       |
| P. pusilla      | 9                 | collinare montano subalpino | Ca Si       | neutro | basso           | arido       | F2                      | parte centrale e orientale delle Alpi       |
| P. recta        | 5                 | collinare                   | Ca Si       | neutro | medio           | arido       | B2                      | tutto l'arco alpino escl. VC VA             |
| P. reptans      | 11                | collinare montano           | Ca Si       | neutro | alto            | medio       | A4 B1 B2 B5 F3          | tutto l'arco alpino                         |
| P. rupestris    | 11                | collinare montano           | Si          | acido  | medio           | secco       | F2 F7                   | tutto l'arco alpino escl. BG UD             |
| P. saxifraga    | 3                 | collinare                   | Ca          | basico | basso           | secco       | C2                      | CN (da verificare)                          |
| P. sterilis     | 14                | collinare                   | Ca Ca/Si Si | neutro | medio           | medio       | I2                      | zona centrale delle Alpi                    |
| P. supina       | 2                 | collinare montano           | Ca Si       | neutro | alto            | medio       | A4 B2                   | BZ TN                                       |
| P. thuringiaca  | 11                | collinare montano           | Ca Si       | neutro | alto            | arido       | F7 G4 I3                | TO AO NO SO BL                              |
| P. valderia     | 10                | subalpino alpino            | Si          | acido  | basso           | arido       | F5                      | CN                                          |

Legenda e note alla tabella.

Per il “substrato” con “Ca/Si” si intendono rocce di carattere intermedio (calcari silicei e simili); vengono prese in considerazione solo le zone alpine del territorio italiano (sono indicate le sigle delle province).
Comunità vegetali:
2 = comunità terofiche pioniere nitrofile
3 = comunità delle fessure e delle rupi e dei ghiaioni
4 = comunità pioniere a terofite e succulente
5 = comunità perenni nitrofile
7 = comunità delle paludi e delle sorgenti
9 = comunità a emicriptofite e camefite delle praterie rase magre secche
10 = comunità delle praterie rase dei piani subalpino e alpino con dominanza di emicriptofite
11 = comunità delle macro- e megaforbie terrestri
14 = comunità forestali
Ambienti:
A4 = ambienti umidi, temporaneamente inondati o a umidità variabile
B1 = campi, colture e incolti
B2 = ambienti ruderali, scarpate
B5 = rive, vicinanze corsi d'acqua
B6 = tagli rasi forestali, schiarite, strade forestali
B9 = zone coltivate
C1 = ambienti sabbiosi, affioramenti rocciosi
C2 = rupi, muri e ripari sotto roccia
C3 = ghiaioni, morene e pietraie
C4 = campi solcati
E1 = paludi e torbiere basse
E2 = torbiere alte
F2 = praterie rase, prati e pascoli dal piano collinare al subalpino
F3 = prati e pascoli mesofili e igrofili
F4 = prati e praterie magre rase
F5 = praterie rase subalpine e alpine
F6 = vallette nivali
F7 = margini erbacei dei boschi
G3 = macchie bassa
G4 = arbusteti e margini dei boschi
I1 = boschi di conifere
I2 = boschi di latifoglie
I3 = querceti submediterranei

## Tassonomia
Il genere di questa pianta è abbastanza numeroso, 400 e più specie delle quali oltre una cinquantina sono spontanee dei nostri territori. La famiglia (Rosaceae) è una delle più importanti sia perché comprende fiori diffusissimi come le rose e diverse piante da frutto ma anche per il discreto numero di generi (alcune classificazioni elencano oltre 400 generi per diverse migliaia di specie).
Come altri generi anche questo non gode di una interpretazione unitaria fra i vari studiosi della natura. I botanici americani tendono a dividere questo gruppo in diversi generi indipendenti (Argentina, Comarum, Dasyphora, e altri) e raggruppano in Potentilla solamente le specie con ovuli penduli. Gli europei invece mantengono il genere unito sotto il nome di Potentilla e lo dividono in varie sezioni. È quello che praticamente ha fatto Fiori (Adriano Fiori, botanico italiano 1865 – 1950) per quanto riguarda le specie spontanee della nostra flora (questa analisi è valida anche per il resto dell'Europa: Francia, Svizzera, Austria, Belgio e altre zone limitrofe). In pratica il genere è stato diviso in quattro sezioni:
- Gruppo 1A : piante con foglie digitate (i vari lobi si originano tutti in uno stesso punto e quindi si dividono similmente alle dita di una mano - abbastanza paralleli uno all'altro);

- Gruppo 2A : i fiori sono bianchi o rosei; i frutti acheni sono generalmente pelosi;

sezione FRAGRARIASTRUM : Potentilla grammatopetala, Potentilla alba, Potentilla nitida
- Gruppo 2B : i fiori sono gialli o giallo-biancastri; i frutti acheni sono glabri;

- Gruppo 3A : i sepali del calice sono più lunghi dei petali della corolla; gli stami sono 5; i carpelli sono 5 – 10;

sezione SIBBALDIA
- Gruppo 3B : i petali della corolla sono più lunghi (o uguali) ai sepali del calice; gli stami e i carpelli sono numerosi;

sezione POTENTILLASTRUM (gruppo A): la maggioranza delle specie sono spontanee
- Gruppo 1B : piante con foglie pennate (i vari lobi si originano tutti in uno stesso punto e quindi si dividono a ventaglio verso l'esterno);

- Gruppo 4A : i fiori sono gialli o bianchi; i petali sono smarginati all'apice; il ricettacolo non è spugnoso;

sezione POTENTILLASTRUM (gruppo B): la maggioranza delle specie sono spontanee
- Gruppo 4B : i fiori sono rossi tendente al bruno; la forma dei petali è lanceolata-acuminata; il ricettacolo è spugnoso;

sezione COMARUM : Potentilla palustris

Come si vede la sezione principale (Potentillastrum) contiene la maggioranza delle specie del genere ed è suddivisa ulteriormente in due gruppi (individui a foglie digitate e individui a foglie pennate).
Nel giardinaggio le necessità sono diverse (maggiore è l'esigenza di riconoscere a prima vista le varie specie); quindi si usa dividere diversamente questo gruppo:
- Gruppo 1A : specie suffruticose tipo arboscelli da 50 a 100 cm di altezza (Potentilla fruticosa, Potentilla davurica).
- Gruppo 1B : specie erbacee;

- Gruppo 2A : piante con foglie divise in tre lobi (Potentilla grandiflora, Potentilla nitida).
- Gruppo 2B : piante con foglie divise in più di tre lobi (Potentilla pyrenaica, Potentilla recta, Potentilla anserina, Potentilla rupestris).

Qui di seguito viene dato un elenco riassuntivo dei vari sottogeneri in cui è stato diviso il genere di questa scheda (questo elenco non è completo):
- Chenopotentilla (Focke) Juz.
- Chenopotentilla (Focke) Juz. egedii
- Comarum (L.) Syme
- Fragariastrum (Heist. ex Fabr.) Rchb.
- Fragariastrum (Heist. ex Fabr.) Rchb. sezione Fragariastrum
- Fragariastrum (Heist. ex Fabr.) Rchb. sezione Plumosistylae
- Hypargyrium Fourr.
- Hypargyrium Fourr. sezione aureae (Th. Wolf) Juz.
- Hypargyrium Fourr. sezione multifidae (Rydb.) Juz.
- Hypargyrium Fourr. sezione niveae (Rydb.) Juz.
- Potentilla
- Potentillastrum
- Schistophyllidium Juz.
- Sibbaldia
- Trichothalamus (Lehm.) Rchb.

Secondo il Sistema Cronquist e quello più recente della Classificazione APG II una possibile classificazione scientifica di questo genere è questa:

Famiglia : Rosaceae, definita dal botanico francese Antoine-Laurent de Jussieu (1748-1836) nella sua opera “Genera Plantarum, secundum ordines naturales disposita juxta methodum in Horto Regio Parisiensi exaratam” pubblicata nel 1789.
Sottofamiglia : Rosoideae, definita dal botanico scozzese George Arnott Walker Arnott (1799-1868) in uno studio pubblicato nel 1832.
Tribù : Roseae, definita dal naturalista francese Jean-Baptiste Lamarck (1744-1829) e dal botanico svizzero Augustin Pyrame de Candolle (1778-1841) nel 1806.
Genere : Potentilla, definita dal botanico svedese Carl von Linné (1707 – 1778) nella sua opera Species Plantarum pubblicata nel 1753.

Un'altra classificazione applicata è la seguente:
Sottofamiglia : Potentilloideae, definita dai botanici Antoine-Laurent de Jussieu (1748-1836) e Robert Sweet (1783-1835) in una pubblicazione del 1826.
Tribù : Potentilleae, definita dal botanico e ornitologo britannico Robert Sweet (1783-1835) in una pubblicazione del 1825.
Sottotribù : Potentillinae, definita dal naturalista boemo Jan Svatopluk Presl (1791-1849) in un lavoro pubblicato nel 1846.

Altre classificazioni meno recenti assegnano il genere Potentilla alla tribù delle Fragarieae definita dal botanico, naturalista e politico belga Barthélemy Charles Joseph Dumortier (1797-1878) nella sua opera “Analyse des familles des plantes, avec l'indication des principaux genres qui s'y rattachent” pubblicata nel 1829.

### Variabilità e Ibridi
“Cinquefoglia” viene considerato un genere polimorfo e di difficile comprensione. Dagli studi sugli individui di questo genere sono emersi vari sottogruppi: alcune specie sono ben differenziate e con caratteri abbastanza costanti (Potentilla fruticosa, Potentilla palustris, Potentilla nitida, Potentilla grammopetala); altre sembrano essere ancora in piena fase evolutiva (Potentilla argentea, Potentilla pusilla); probabilmente sono presenti anche gruppi ibridogeni che poi per “apomissia” (formazione di nuovi individui per via puramente vegetativa) si sono, almeno in parte, stabilizzati in specie relativamente costanti. Qui di seguito elenchiamo alcuni ibridogeni di questo tipo:
- Potentilla collina Wibel – Ibridogenesi fra: Potentilla argentea L. e Potentilla verna L., oppure Potentilla pusilla Host, oppure Potentilla cinerea Chaix
- Potentilla inclinata Vill. - Ibridogenesi fra: Potentilla argentea L. e Potentilla recta L.
- Potentilla thuringiaca Bernh. - Ibridogenesi fra: Potentilla nivea L. e Potentilla crantzii (Crantz) Beck

Gli elementi morfologici importanti per distinguere le varie specie (ma anche per focalizzare le caratteristiche specifiche di questo genere) sono i seguenti:
- Portamento : a parte qualche caso di specie annua o cespugliosa, normalmente il portamento si divide in due classi:

- Erbe perenni con rosetta: sono quindi presenti delle foglie persistenti riunite in una rosetta basale; i fusti fioriferi si generano in un secondo tempo dall'ascella delle foglie basali.
- Erbe perenni senza rosetta: le foglie sono più distribuite lungo il fusto al termine del quale si forma l'infiorescenza (quindi i fusti fioriferi partono direttamente dalla radice principale).

- Pelosità : la pubescenza si può presentare in tre modi diversi: (1) peli diritti più o meno patenti; (2) peli di tipo stellato; (3) peli lanosi associati generalmente a tomentosità.
- Calice : la presenza di un epicalice è senz'altro la caratteristica più notevole di questo gruppo di piante; si hanno così due verticilli (quello superiore del calice vero e proprio e quello inferiore del calicetto-epicalice). Questo può essere interpretato come un residuo delle stipole di foglie trasformate in sepali.
- Carpelli : questi sono molto numerosi con ognuno uno stilo indipendente e un suo ovulo. I carpelli essenzialmente sono di due tipi:

- Conostylae : hanno lo stilo ingrossato alla base.
- Gomphostylae : lo stilo parte sottile, ma si gonfia progressivamente nello stigma.

### Specie spontanee della flora italiana
Per meglio comprendere ed individuare le varie specie del genere (solamente per le specie spontanee della nostra flora) l'elenco che segue utilizza in parte il sistema delle chiavi analitiche.
- SEZIONE A : le foglie basali sono imparipennate;

- Gruppo 1A : il colore dei petali è rosso scuro ed hanno un apice acuto;

Potentilla palustris (L.) Scop. - Cinquefoglia delle paludi: questa pianta è alta dai 20 ai 50 cm; il ciclo biologico è perenne e la forma biologica è camefita fruticosa (Ch suffr) (in altri testi questa pianta viene definita come elofita (Hel)), mentre il tipo corologico è Circumboreale; gli habitat preferiti sono le paludi e torbiere fino a 1900 m s.l.m.. In Italia è presente solamente al nord ed è considerata rara.
- Gruppo 1B : il colore dei petali è giallo o bianco e l'apice è troncato o arrotondato o bilobo;

- Gruppo 2A : i fusti hanno un portamento strisciante e sono stoloniferi; la pagina inferiore delle foglie si presenta argentato-biancastra;

Potentilla anserina L. - Cinquefoglia piè d'oca o anche Argentina: questa pianta è alta fino a 30 cm; il ciclo biologico è perenne e la forma biologica è emicriptofita reptante (H rept), mentre il tipo corologico è Subcosmopolita; gli habitat preferiti sono i stagni e fossi umidi, ma anche gli ambienti ruderali, prati e pascoli fino a 1800 m s.l.m.. In Italia è comune al nord con qualche presenza nel Lazio e nella Campania.
- Gruppo 2B : i fusti in genere sono eretti e non sono stoloniferi;

- Gruppo 3A : i petali dei fiori sono bianchi;

Potentilla rupestris L. - Cinquefoglia fragolaccia: questa pianta è alta fino a 50 cm; il ciclo biologico è perenne e la forma biologica è emicriptofita scaposa (H scap), mentre il tipo corologico è Circumboreale; gli habitat preferiti sono i prati aridi e le rupi silicee fino a 1800 m s.l.m.. In Italia è comune al nord sulle Alpi e Appennini settentrionali (è presente anche sul Gennargentu in Sardegna ma è rara).
- Gruppo 3B : i petali dei fiori sono gialli;

Potentilla fruticosa L. - Cinquefoglia cespuglioso: il portamento è cespuglioso con fusti legnosi non molto alti (10 – 20 cm). Questa pianta arriva ad 1 metro di altezza; il ciclo biologico è perenne e la forma biologica è nano-fanerofite (NP), mentre il tipo corologico è Circumboreale; l'habitat preferito sono le rupi soleggiate dai 500 ai 2550 m s.l.m.. In Italia è considerata rarissima ed è stata segnalata solamente nelle Alpi Marittime.
Potentilla multifida L. - Cinquefoglia sfrangiata: il portamento è caratteristico di una pianta con fusti erbacei; le foglie sono bipennate divise in lacinie lineari. Questa pianta non è molto alta (10 cm al massimo); il ciclo biologico è perenne e la forma biologica è emicriptofita scaposa (H scap), mentre il tipo corologico è Artico-Alpino (Eurasiatico); l'habitat si trova nei pressi di malghe o stazionamento di armenti su substrato nitrofilo dai 2000 ai 2800 m s.l.m.. Si trova raramente solo nelle Alpi occidentali.
Potentilla supina L. - Cinquefoglia sdraiata: il fusto è di tipo erbaceo; le foglie sono pennate in modo semplice con pochi segmenti (quelle inferiori hanno da 2 a 7 lobi) di tipo lanceolato; il margine dei lobi è vistosamente dentato; i fiori sono posizionati all'ascella di foglie bratteali. L'altezza massima per questa pianta è di 40 cm; il ciclo biologico è annuo e la forma biologica è emicriptofita scaposa (H scap), mentre il tipo corologico è Subcosmopolita; l'habitat preferito sono i terreni umidi e pesanti fino a 800 m s.l.m.. Nella nostra penisola si trova raramente e in modo discontinuo.
Potentilla pensylvanica L. - Cinquefoglia di Pensilvania: il fusto è di tipo erbaceo; le foglie sono pennate in modo semplice con molti segmenti (da 7 a 11) lanceolati e dentati; l'infiorescenza si compone di cime nude (senza foglie). Può arrivare fino a 80 cm di altezza; il ciclo biologico è perenne e la forma biologica è emicriptofita scaposa (H scap), mentre il tipo corologico è Subcosmopolita; l'habitat per questa pianta sono i prati aridi attorno ai 1400 m s.l.m.. È rarissima e si trova solo in Valle d'Aosta.
- SEZIONE B : le foglie basali sono composte da 3 lobi palmati; il colore dei petali è bianco o roseo o rosso;

- Gruppo 1A : tutta la pianta è bianco-tomentosa;

Potentilla nitida L. - Cinquefoglia delle Dolomiti: la lunghezza dei fusti fioriferi è di 2 – 7 cm; le cime sono uniflore; il frutto è glabro. Questa pianta non è molto alta (5 – 15 cm); il ciclo biologico è perenne e la forma biologica è camefita reptante (Ch rept), mentre il tipo corologico è Subendemico; l'habitat preferito sono le rupi soleggiate su roccia dolomia dai 1600 ai 2500 m s.l.m.. In Italia è comune solamente nelle Alpi orientali.
Potentilla apennina Ten. - Cinquefoglia dell'Appennino: la lunghezza dei fusti fioriferi va da 5 a 15 cm; le cime sono composte generalmente da 3 fiori; il frutto è pubescente. Questa pianta è alta al massimo 15 cm; il ciclo biologico è perenne e la forma biologica è camefita fruticosa (Ch suffr), mentre il tipo corologico è Orofita Nord Mediterraneo; l'habitat preferito sono le rupi calcaree dai 1800 ai 2500 m s.l.m.. In Italia è presente solamente negli Appennini centrali ed è considerata rara.
- Gruppo 1B : la pianta è pubescente (ma non tomentosa);

- Gruppo 2A : i segmenti delle foglie sono lanceolati (o eventualmente spatolati) e sono dentati più o meno solo nella parte apicale;

Potentilla grammopetala Moretti - Cinquefoglia a petali sottili: i fusti sono più lunghi delle foglie; entrambe le pagine delle foglie sono peloso-ghiandolose. L'altezza della pianta oscilla dai 10 ai 30 cm; il ciclo biologico è perenne e la forma biologica è camefita fruticosa (Ch suffr), mentre il tipo corologico è Endemico; l'habitat preferito sono le rupi silicee soleggiate dai 1800 ai 2200 m s.l.m.. In Italia è rara e si trova nelle Alpi occidentali.
Potentilla alba L. - Cinquefoglia bianca: i fusti sono più brevi delle foglie; la pagina superiore delle foglie è colorata di verde scuro, mentre sotto è bianco-argentino. Può arrivare fino a 30 cm di altezza; il ciclo biologico è perenne e la forma biologica è emicriptofita rosulata (H ros), mentre il tipo corologico è Centroeuropeo - Pontico; l'habitat preferito da questa pianta sono i boschi e prati aridi su terreno pesante fino a 1000 m s.l.m.. Al nord è comune sia nelle Alpi che in pianura.
- Gruppo 2B : la forma dei segmenti delle foglie è ovata e sono dentati su tutto il margine;

Potentilla sterilis (L.) Garcke - Cinquefoglia falsa fragola: i petali sono larghi fino a 5 mm e sporgono dal calice; il fusto è stolonifero. Queste piante sono basse (5 – 15 cm); il ciclo biologico è perenne e la forma biologica è emicriptofita rosulata (H ros), mentre il tipo corologico è Steno-Mediterraneo Occidentale; si trova nei boschi umidi di faggio e quercia fino a 1200 m s.l.m.. È rara ed è stata segnalata solo nelle Prealpi Bergamasche.
Potentilla micrantha Ramond - Cinquefoglia fragola secca: i petali sono larghi fino a 3 mm; il calice sporge dalla corolla; i fusti non sono stoloniferi. L'altezza della pianta arriva a stento ai 10 cm; il ciclo biologico è perenne e la forma biologica è emicriptofita rosulata (H ros), mentre il tipo corologico è Eurimediterraneo; si trova nei boschi non troppo fitti e zone a cespuglio fino a 1500 m s.l.m.. È comune su tutta la penisola.
- SEZIONE C : le foglie basali sono composte da 5 lobi palmati; il colore dei petali è bianco o roseo o rosso;

- Gruppo 1A : i sepali del calice sono maggiori di quelli dell'epicalice, mentre questi ultimi sono maggiori dei petali;

Potentilla valderia L. - Cinquefoglia di Valdieri: il margine dei lobi delle foglie basali è completamente dentato. L'altezza della pianta oscilla dai 10 ai 50 cm; il ciclo biologico è perenne e la forma biologica è camefita fruticosa (Ch suffr), mentre il tipo corologico è Endemico; l'habitat preferito sono le rupi silicee non soleggiate dai 1300 ai 2400 m s.l.m.. In Italia è rara e si trova solo nelle Alpi Marittime.
Potentilla nivalis Lapeyr. - Potentilla delle nevi: il margine dei lobi delle foglie basali è dentato solamente nella parte apicale. Questa pianta arriva al massimo a 40 cm di altezza; il ciclo biologico è perenne e la forma biologica è camefita fruticosa (Ch suffr), mentre il tipo corologico è Orofita Nord (Ovest) Mediterraneo; l'habitat preferito sono le rocce e ghiaie calcaree dai 2400 ai 2750 m s.l.m.. In Italia è rarissima e si trova solo nelle Alpi Marittime.
- Gruppo 1B : i sepali del calice sono minori (o uguali) di quelli dell'epicalice, mentre i petali sono maggiori (o uguali) dei sepali dell'epicalice.

- Gruppo 2A : la pagina superiore delle foglie è glauca, mentre quella inferiore è bianco – tomentosa; normalmente i fusti sono più brevi delle foglie; l'epicalice è più grande del calice;

Potentilla alba L. - Cinquefoglia bianca: i lobi delle foglie sono molli ed hanno il bordo piano. L'altezza della pianta arriva fino a 30 cm; il ciclo biologico è perenne e la forma biologica è emicriptofita rosulata (H ros), mentre il tipo corologico è Centroeuropeo - Pontico; si trova nei boschi degradati, prati aridi su suolo pesante fino a 1000 m s.l.m.. È comune al nord.
Potentilla saxifraga Ardoino – Cinquefoglia sassifraga: i lobi delle foglie sono coriacei ed hanno il bordo revoluto. Questa pianta è alta dai 15 ai 25 cm; il ciclo biologico è perenne e la forma biologica è camefita pulvinata (Ch pulv), mentre il tipo corologico è Subendemico; l'habitat preferito sono le rupi strapiombanti dai 400 fino a 950 m s.l.m.. È rarissima e si trova solo nelle Alpi Marittime.
- Gruppo 2B : le foglie sono pubescenti (ma non tomentose); i fusti fioriferi sono molto più sviluppati delle foglie; il calice è più grande dell'epicalice;

Potentilla crassinervia Viv. – Cinquefoglia di Sardegna: le foglie basali hanno delle stipole a forma ovato-lanceolata. Questa pianta arriva al massimo a 20 cm di altezza; il ciclo biologico è perenne e la forma biologica è camefita fruticosa (Ch suffr), mentre il tipo corologico è Endemico; l'habitat preferito sono le rupi a substrato siliceo dai 1200 ai 2500 m s.l.m.. In Italia è rara e si trova solo in Sardegna.
Potentilla caulescens L. – Cinquefoglia penzola: le stipole delle foglie basali sono a forma lineare; i denti dei lobi delle foglie sono conniventi; i petali della corolla sono larghi da 2,5 a 5 mm; i filamenti degli stami sono villosi nella parte inferiore. L'altezza di questa pianta varia da 8 a 18 cm; il ciclo biologico è perenne e la forma biologica è camefita fruticosa (Ch suffr), mentre il tipo corologico è Orofita Nord Mediterraneo; l'habitat preferito sono le rupi a substrato calcareo dai 500 ai 2000 m s.l.m.. È abbastanza comune in tutta Italia.
Potentilla clusiana Jacq. – Cinquefoglia di Clusius: le stipole delle foglie basali sono a forma lineare; i denti dei lobi delle foglie sono divergenti; i petali della corolla sono larghi da 6 a 8 mm; i filamenti degli stami sono glabri. L'altezza di questa pianta varia da 5 a 10 cm; il ciclo biologico è perenne e la forma biologica è camefita fruticosa (Ch suffr), mentre il tipo corologico è Endemico (Alpino-Dinarico); l'habitat preferito sono le rupi a substrato calcareo dai 1400 ai 2200 m s.l.m.. Si trova nelle Alpi Giulie ed è molo rara.
- SEZIONE D : le foglie basali sono composte da 3 - 5 lobi palmati; la corolla è composta nella maggioranza dei casi da 4 petali e il colore è giallo;

- Gruppo 1A : i petali sono sempre 4; i carpelli variano in genere da 4 a 8 (raramente raggiungono le 20 unità); le foglie sono divise in tre segmenti e le due stipole sono simili ai segmenti ma più piccole;

Potentilla erecta Raeuschel – Cinquefoglia tormentilla: può arrivare fino a 30 cm di altezza; il ciclo biologico è perenne e la forma biologica è emicriptofita scaposa (H scap), mentre il tipo corologico è Eurasiatico; l'habitat per questa pianta sono i prati, i boschi e le brughiere dal piano fino a 2400 m s.l.m.. È comune su tutto il territorio italiano.
- Gruppo 1B : i petali qualche volta sono 5; i carpelli sono molto numerosi (da 20 a 50); parte delle foglie sono a 4-5 segmenti;

Potentilla anglica Laicharding – Cinquefoglia inglese: l'altezza varia da 20 a 80 cm; il ciclo biologico è perenne e la forma biologica è emicriptofita scaposa (H scap), mentre il tipo corologico è Nord - Centroeuropeo; l'habitat per questa pianta sono le zone umide dai 700 fino a 1800 m s.l.m.. Si trova in Corsica e forse in Toscana.
- SEZIONE E : tutte le foglie hanno 3 lobi palmati; i petali sono 5 ed hanno il colore giallo;

- Gruppo 1A : i fusti sono abbastanza alti (20 – 70 cm) e fogliosi; la dimensione della corolla è minore del calice;

Potentilla supina L. – Cinquefoglia sdraiata: i lobi delle foglie basali hanno 3-5 denti per lato; le foglie cauline sono molto simili a quelle basali. L'altezza varia da 20 a 40 cm; il ciclo biologico è annuo/perenne e la forma biologica è terofita scaposa (T scap), mentre il tipo corologico è Subcosmopolita; l'habitat per questa pianta sono le zone umide con terreni pesanti fino a 800 m s.l.m.. È rara e presenta una diffusione discontinua in Italia.
Potentilla norvegica L. – Cinquefoglia di Norvegia: i lobi delle foglie basali hanno 8 - 12 denti per lato; le foglie cauline sono progressivamente più ridotte rispetto a quelle basali. L'altezza varia da 10 a 40 cm; il ciclo biologico è annuo/perenne e la forma biologica è terofita scaposa (T scap), mentre il tipo corologico è Circumboreale; l'habitat per questa pianta sono i prati umidi con terreni torbosi dai 600 fino a 1500 m s.l.m.. È rara e si trova nelle Alpi orientali.
- Gruppo 1B : i fusti sono bassi (fino a 30 cm) e possiedono pochissime foglie (1-3); la lunghezza dei petali quasi sempre è maggiore dei sepali;

Potentilla cinerea Chaix – Cinquefoglia di Tommasini: sia il fusto che le foglie si presentano con densi peli stellati. Questa pianta non è molto alta (10 cm); il ciclo biologico è perenne e la forma biologica è emicriptofita scaposa (H scap), mentre il tipo corologico è Pontico; l'habitat per questa sono le rupi calcaree e i prati aridi dal piano fino a 1600 m s.l.m.. È rara e in prevalenza si trova al nord.
Potentilla grandiflora L. – Cinquefoglia trifogliata: i fusti sono alti da 10 a 30 cm; i petali sono lunghi da 10 a 15 mm. Questa pianta è alta al massimo 30 cm; il ciclo biologico è perenne e la forma biologica è emicriptofita scaposa (H scap), mentre il tipo corologico è Orofita Alpino-Pirenaico; si trova nei pascoli alpini e rupi da 1800 fino a 2500 m s.l.m.. È diffusa nelle Alpi occidentali.
- Gruppo 2A : i fusti sono alti da 3 a 15 cm; i petali sono lunghi da 3 a 9 mm e sono numerosi (da 6 a 9); la pagina superiore delle foglie è subglabra, mentre quella inferiore è bianco-feltrosa; i sepali dell'epicalice sono più stretti di quelli del calice;

Potentilla nivea L. – Cinquefoglia nivea: il ciclo biologico è perenne e la forma biologica è emicriptofita scaposa (H scap), mentre il tipo corologico è (Circumboreale) Artico-Alpino; si trova sulle creste ventose a substrato calcareo dai 2300 fino a 3000 m s.l.m.. Viene considerata molto rara e si trova nelle Alpi centrali.
- Gruppo 2B : i fusti sono alti da 2 a 10 cm; i petali sono lunghi da 3 a 5 mm; la pelosità delle foglie è uguale sia sopra che sotto; i sepali dell'epicalice sono uguali a quelli del calice e sono a forma di lacinia;

Potentilla brauneana Hoppe – Cinquefoglia di Braune: le foglie sono interamente subglabre. Questa pianta è molto piccola (2 - 5 cm); il ciclo biologico è perenne e la forma biologica è emicriptofita scaposa (H scap), mentre il tipo corologico è Orofita Alpino-Pirenaico; si trova nelle vallette nivali dai 1900 fino ai 3000 m s.l.m.. È diffusa nelle Alpi occidentali.
Potentilla frigida Vil. – Cinquefoglia gelida: le foglie si presentano sia con peli lanosi che ghiandolari. L'altezza massima di questa pianta è 10 cm; il ciclo biologico è perenne e la forma biologica è emicriptofita scaposa (H scap), mentre il tipo corologico è Orofita Alpino-Pirenaico; cresce sulle creste spazzate dal vento su substrato siliceo dai 2500 fino ai 3100 m s.l.m.. È diffusa nelle Alpi occidentali.
- SEZIONE F : le foglie basali hanno 5 – 7 lobi palmati; i petali sono 5 ed hanno il colore giallo;

- Gruppo 1A : i fusti sono stoloniferi, striscianti e i nodi emettono radici;

Potentilla reptans L. – Cinquefoglia comune: può arrivare fino a 20 cm di altezza; il ciclo biologico è perenne e la forma biologica è emicriptofita rosulata (H ros), mentre il tipo corologico è Subcosmopolita; l'habitat preferito da questa pianta sono gli incolti e zone umide fino a 1600 m s.l.m.. È comune su tutto il territorio italiano.
- Gruppo 1B : i fusti sono eretti o ascendenti; dalla radice si propagano separatamente i fusti fioriferi e la rosetta basale;

- Gruppo 2A : la rosetta basali è ben sviluppata ed è presente alla fioritura;

Potentilla collina Wibel – Cinquefoglia collinare: i sepali dell'epicalice sono molto più stretti di quelli del calice vero e proprio; i petali sono lunghi da 4 a 7 mm. L'altezza massima di questa pianta è 30 cm; il ciclo biologico è perenne e la forma biologica è emicriptofita scaposa (H scap), mentre il tipo corologico è Sud Europa-Pontico; cresce su prati aridi e rupi dai 100 fino ai 1000 m s.l.m.. È diffusa solo nell'Italia settentrionale, ma è rara.
- Gruppo 2B : la rosetta basale è assente alla fioritura;

- Gruppo 3A : i fusti hanno peli semplici e lunghi (massimo 5 mm); a volte sono flessuosi o patenti;

Potentilla intermedia L. – Cinquefoglia intermedia: i petali della corolla sono lunghi 4-5 mm. L'altezza massima di questa pianta è 50 cm; il ciclo biologico è perenne e la forma biologica è emicriptofita scaposa (H scap), mentre il tipo corologico è Eurosiberiano; cresce su terreni abbandonati e ruderi fino a 1200 m s.l.m.. È molto rara e si trova solo nel Piemonte nel Trentino.
Potentilla detommasii Ten. – Cinquefoglia di De Tommasi: il fusto si presenta con peli misti (allungati e brevi); i petali sono lunghi fino a 13 mm; la pagina superiore delle foglie è verde, mentre sotto è bianco-tomentosa. L'altezza di questa pianta varia da 20 a 40 cm; il ciclo biologico è perenne e la forma biologica è emicriptofita scaposa (H scap), mentre il tipo corologico è Sud Est Europeo; cresce su prati aridi da 300 fino a 1200 m s.l.m.. È comune nell'Italia meridionale.
Potentilla hirta L. – Cinquefoglia irta: i fusti hanno solo peli lunghi; i lobi delle foglie sono lineari con 3-8 denti per lato; i petali sono lunghi fino a 14 mm. L'altezza di questa pianta varia da 20 a 70 cm; il ciclo biologico è perenne e la forma biologica è emicriptofita scaposa (H scap), mentre il tipo corologico è Steno-Mediterraneo Occidentale; cresce su prati aridi e rupi dal piano fino a 900 m s.l.m.. Si trova in tutta l'Italia ma è rara.
Potentilla recta L. – Cinquefoglia diritta: i fusti hanno solo peli lunghi; i lobi delle foglie sono lineari-lanceolate con 7-15 denti per lato; le foglie hanno peli lanosi e ghiandolari; i petali sono lunghi fino a 13 mm. L'altezza di questa pianta varia da 20 a 70 cm; il ciclo biologico è perenne e la forma biologica è emicriptofita scaposa (H scap), mentre il tipo corologico è Sud Europee Pontiche; cresce su prati aridi e rupi dal piano fino a 1200 m s.l.m.. Si trova in tutta l'Italia (rara al sud, comune al nord).
- Gruppo 3B : le foglie si presentano con una pelosità densa ed appressata; i peli di varie lunghezze sono lanosi e formano un denso feltro; lo stilo è ingrossato alla base;

- Gruppo 4A : la pagina inferiore delle foglie è bianco-tomentosa con peli corti; i lobi delle foglie sono revoluti sui bordi;

Potentilla argentea L. – Cinquefoglia bianca : i lobi delle foglie basali hanno 1-3 denti per lato; la pagina superiore delle foglie è verde, mentre è candida nella parte inferiore; i petali della corolla sono lunghi 4-5 mm. L'altezza di questa pianta varia da 20 a 30 cm; il ciclo biologico è perenne e la forma biologica è emicriptofita scaposa (H scap), mentre il tipo corologico è Circumboreale; cresce su prati aridi e rupi soleggiati dal piano fino a 1200 m s.l.m.. Si trova di preferenza nell'Italia del nord.
Potentilla calabra Ten. – Cinquefoglia di Calabria: i lobi delle foglie basali hanno 1-3 denti per lato; la pagina superiore delle foglie è grigio-tomentosa, mentre è candida nella parte inferiore; i petali della corolla sono lunghi 4-5 mm. L'altezza di questa pianta varia da 10 a 20 cm; il ciclo biologico è perenne e la forma biologica è emicriptofita scaposa (H scap), mentre il tipo corologico è Sud Est Europeo; cresce su prati aridi montani da 800 fino a 1900 m s.l.m.. Si trova solo al sud dell'Italia ed è comune.
Potentilla neglecta Baumg. – Cinquefoglia dimenticata: i lobi delle foglie basali hanno 4-5 denti per lato; i petali della corolla sono lunghi 5-7 mm. L'altezza di questa pianta varia da 20 a 50 cm; il ciclo biologico è perenne e la forma biologica è emicriptofita scaposa (H scap), mentre il tipo corologico è Europeo; cresce su prati aridi e rupi soleggiati dal piano fino a 1200 m s.l.m.. Si dovrebbe trovare nelle Alpi (provincia di Bolzano), ma non è certo.
- Gruppo 4B : la pagina inferiore delle foglie è grigio-tomentosa con molti peli allungati; i bordi dei lobi delle foglie sono regolari;

Potentilla inclinata Vil. – Cinquefoglia cenerognola: l'altezza di questa pianta varia da 20 a 50 cm; il ciclo biologico è perenne e la forma biologica è emicriptofita scaposa (H scap), mentre il tipo corologico è Eurasiatico - Temperato; cresce su prati aridi e rupi dal piano fino a 800 m s.l.m.. Si trova nell'Italia settentrionale, ma è rara.
- SEZIONE G : dalla radice si forma sempre una rosetta basali; i fusti sono eretti o ascendenti e si generano dall'ascella delle foglie basali; le foglie sono composte da 5-7 lobi distinti e sono più o meno pelose su entrambe le facce; i petali sono 5 ed hanno il colore giallo;

- Gruppo 1A : i fusti sono alti da 10 a 30 cm; le foglie hanno da 7 a 9 (raramente 5) lobi lunghi 3-6 cm e con al massimo 12 denti per lato; lo stilo è ingrossato alla base;

Potentilla thuringiaca Bernh. – Cinquefoglia della Turingia: il ciclo biologico è perenne e la forma biologica è emicriptofita scaposa (H scap), mentre il tipo corologico è Eurasiatico; cresce nei boschi aridi e steppici da 900 fino a 1800 m s.l.m.. È molto rara; si trova nelle Alpi solo in alcune zone.
- Gruppo 1B : i fusti sono alti da 5 a 20 cm; le foglie hanno da 5 a 7 lobi lunghi 1-2 cm e con al massimo 6 denti per lato; lo stilo è sottile alla base e ingrossato in alto.

- Gruppo 2A : i lobi delle foglie basali sono in genere 5;

- Gruppo 3A : la forma delle stipole delle foglie basali è ovale-lanceolata, di colore bruno e poco pelose;

Potentilla aurea L. – Cinquefoglia fior d'oro: la superficie delle foglie è glabra a parte dei peli sparsi lungo le nervature e il bordo; i bordi dei lobi fogliari sono quasi paralleli. L'altezza di questa pianta varia da 5 a 12 cm; il ciclo biologico è perenne e la forma biologica è emicriptofita scaposa (H scap), mentre il tipo corologico è Orofita Sud Europeo; si trova nei pascoli alpini su substrati acidi da 1800 fino a 2900 m s.l.m.. È diffusa solo al nord.
Potentilla crantzii (Crantz) Beck – Cinquefoglia di Crantz: le foglie basali presentano una pubescenza uniforme e distribuita; i lobi delle foglie hanno una forma oblanceolata e sono progressivamente più larghi verso l'apice. L'altezza di questa pianta varia da 2 a 10 cm; il ciclo biologico è perenne e la forma biologica è emicriptofita scaposa (H scap), mentre il tipo corologico è (Circumboreale) Artico-Alpino; si trova nei pascoli alpini su substrati calcarei da 1600 fino a 2600 m s.l.m.. È abbastanza comune al nord e centro.
- Gruppo 3B : la forma delle stipole delle foglie basali è lineare-lesiniforme e di apparenza irsuto-cenerine;

Potentilla pusilla Host(sinonimo = P. neumanniana Asch.) – Cinquefoglia primaticcia: tutta la pianta dotata di peli semplici, abbondanti e patenti. L'altezza di questa pianta varia da 5 a 25 cm; il ciclo biologico è perenne e la forma biologica è emicriptofita scaposa (H scap), mentre il tipo corologico è Europeo; si trova nei prati aridi dal piano fino a 1500 m s.l.m.. È abbastanza comune al nord e centro, un po' meno al sud.
Potentilla pusilla Host – Cinquefoglia pelosetta: sulle foglie sono presenti diversi peli di tipo stellato a 3-10 raggi (il raggio centrale è alquanto allungato); i lobi delle foglie basali sono 5 (raramente 7). L'altezza di questa pianta varia da 5 a 25 cm; il ciclo biologico è perenne e la forma biologica è emicriptofita scaposa (H scap), mentre il tipo corologico è Centroeuropeo; si trova nei prati aridi dal piano fino a 1700 m s.l.m.. Si trova solo al nord.
Potentilla cinerea Chaix – Cinquefoglia di Tommasini: sulle foglie sono presenti diversi peli di tipo stellato a 10-30 raggi; i lobi delle foglie basali sono 5 (raramente 3) (vedere “Sezione E”, “Gruppo 1B”).
- Gruppo 2B : i lobi delle foglie basali sono 7;

Potentilla heptaphylla L. – Cinquefoglia a 7 foglie: i peli del fusto e delle foglie possiedono un piccolo tubercolo. L'altezza di questa pianta varia da 20 a 30 cm; il ciclo biologico è perenne e la forma biologica è emicriptofita scaposa (H scap), mentre il tipo corologico è Centroeuropeo; si trova nei prati aridi da 200 fino a 1500 m s.l.m.. Si trova solo al nord ma è rara.
Potentilla australis Krasan – Cinquefoglia del Triestino: i peli sono semplici. L'altezza di questa pianta varia da 10 a 20 cm; il ciclo biologico è perenne e la forma biologica è emicriptofita scaposa (H scap), mentre il tipo corologico è Illirico; si trova nei prati aridi e suoli subacidi dal piano fino a 800 m s.l.m.. Si trova comunemente solo sul Carso Triestino.
Di provenienza esotica sono le seguenti specie:
- Potentilla argyrophylla dell'Himalaya, importata in Europa verso la fine del XIX secolo.
- Potentilla ambigua dell'Himalaya, importata in Europa verso il 1850.
- Potentilla eriocarpa dell'Himalaya.
- Potentilla speciosa delle montagne balcaniche.
- Potentilla nepalensis del Nepal.
- Potentilla thurberi dell'America del Nord.

## Usi e interesse
Alcune di queste specie presentano un certo interesse scientifico per la presenza di piante “ginodioiche” (piante a fiori sessuali femminili con androceo rudimentale – senza stami) e individui “ginomonoici” (sono quelle piante nelle quali coesistono fiori ermafroditi e fiori unisessuali femminili) e relative forme a “pleogamia femminile”. Un certo interesse attira anche la formazione del calicetto (il secondo calice chiamato epicalice, caratteristico di questo genere) che secondo alcuni studiosi si tratta di un secondo involucro interno al calice.

### Farmacia
Buona parte delle specie di questo genere hanno un certo interesse farmaceutico e fin dai tempi più antichi alcune di esse sono state usate come piante officinali. Le proprietà terapeutiche di questo genere sono concentrate soprattutto nella specie Potentilla erecta, in particolare in quelle sue parti ipogee (rizoma) che contengono acido tannico capace di diverse proprietà come l'astringenza (limita la secrezione dei liquidi) e la proprietà antidiarroica (calma la diarrea per mezzo sia di azioni astringenti e sedative dell'intestino). Oltre alle sostanze tanniniche, queste piante possiedono resine, amido, acido ellagico, acido chinovico, glucosio, ossalato di calcio e altro. Da non trascurare infine le capacità cicatrizzanti delle foglie: applicate su di una ferita o un taglio ne garantiscono l'immediata emostasi.

### Industria
Lo stesso rizoma della Potentilla erecta è anche usato nella concia delle pelli e per fabbricare inchiostri.

### Giardinaggio
Anche se numerose sono le specie infestanti dei giardini e degli orti, altre invece vengono utilizzate come ornamentali (per bordure) nei giardini rocciosi o alpini. Vengono posizionate a gruppi in varie parti del giardino in modo che i loro fiori colorati di giallo, bianco, rosa o arancio, ma anche rosso in varie gradazioni creano gradevoli effetti policromi sul verde tappeto erboso dei prati. 
Le specie che più sono utilizzate per il giardinaggio sono la Potentilla fruticosa pianta arbustiva delle nostre Alpi Marittime, la Potentilla vilmorniana con l'infiorescenza a fior gialli introdotta dal Tibet e la Potentilla argyrophylla di colore rosso sanguigno. Sono piante che hanno bisogno di pochi trattamenti in quanto in genere le “potentille” non vengono attaccate da malattie o parassiti.